# Pliciloricidae
Pliciloricidae – rodzina bezkręgowych zwierząt zaliczanych do kolczugowców (Loricifera) charakteryzujących się skomplikowaną biologią rozwoju obejmującą neotenię i pedogenezę. Obejmuje gatunki odkryte w piaszczystym dnie wzdłuż atlantyckich wybrzeży Stanów Zjednoczonych. Rodzajem typowym jest Pliciloricus Higgins & Kristensen, 1986.

## Systematyka
Znane obecnie gatunki zostały pogrupowane w rodzajach:
- Pliciloricus Higgins & Kristensen, 1986
- Rugiloricus Higgins & Kristensen, 1986
- Titaniloricus Gad, 2005